# まつやまふみお
松山 文雄（まつやま ふみお、1902年5月18日 - 1982年3月3日）は、日本の洋画家、漫画家、童画家、美術評論家。小県大門、尾山大助などのペンネームも用いた。

## 概要
長野県出身。高等小学校卒業後、画家を目指すため、1924年に上京し、1925年、本郷研究所に入る。同年6月、岡本帰一の知遇を得て、児童画を書き始める。その後、前衛美術の影響を受け、翌年10月、村山知義、柳瀬正夢らが発起人となってできた日本漫画家連盟に参加する。しかし、1927年、日本プロレタリア芸術連盟の美術部員となり、反戦ビラを中野通信隊の塀に貼って検挙、投獄されてしまう。1928年、東京パックに「旅中小旅記」がはじめて掲載される。1929年、雑誌『戦旗』に徳永直の太陽のない街の挿絵を執筆し、漫画を多数描いた。1930年、雑誌『ナップ』に論文「プロレタリア漫画の確立へ」を掲載。
1931年、絵本『ハンセンエホン誰のために』を刊行するも、発禁処分が下る。同年、非合法下の日本共産党に入党するが、翌年6月から2年8ヶ月間、治安維持法違反により投獄される。1935年に結婚し、同年4月、柳瀬正夢、加藤悦郎らと風刺画研究会を結成する。1940年、壺井栄の『暦』、宮本百合子の『三月の第四日曜』の装丁を始めとし、数多くの装丁を手がける。本の装丁は最晩年まで、彼の仕事としてつづけられた（1976年に刊行された『宮本顕治公判記録』など）。
1945年には、日本共産党への再入党を果たし、「しんぶん赤旗」に「下からはねかえす力」を発表。1946年には、日本美術会に参加し、1947年、風刺雑誌クマンバチを創刊する。1964年から赤旗日曜版に「鳥獣戯画」を連載。
1980年に「画集まつやまふみおの世界」を刊行し、同書により、日本漫画家協会の審査員特別賞を受賞。同年、日本ジャーナリスト会議特別賞を受賞。1982年3月3日に、東京都渋谷区の代々木病院で死去する。
松山の作品は『赤旗』をはじめ、日本共産党の媒体に数多く掲載された。また、数多くの風刺画を執筆した。風刺の対象は多岐にわたり、部落解放同盟を風刺する作品も執筆している。

## 編著書
- 新しい漫画・童画・版画の描き方　芸術技法全書（飯塚書店）1949年
- 漫画学校（大雅堂）1950年
- 柳瀬正夢（五味書店）1956年
- 漫画でみる戦後史（新日本出版社）1967年
- 日本プロレタリア美術史（造形社）1967年
- 赤白黒―諷刺画40余年（造形社）1969年
- 漫画でみる現代史（新日本出版社）1980年
- 画集まつやまふみおの世界（愛真）1980年